# راي إيفانز (رسام كارتون)
راي إيفانز (بالإنجليزية: Ray Evans)‏ هو رسام كارتون أمريكي، ولد في 1 ديسمبر 1887 في كولومبوس في الولايات المتحدة، وتوفي بنفس المكان في 18 يناير 1954.